# Christian Vitzthum von Eckstedt
Christian Vitzthum von Eckstedt (* 1592; † 1652) war ein kaiserlicher Oberst während des Dreißigjährigen Krieges.

## Leben und Wirken
Er stammte aus dem Adelsgeschlecht Vitzthum von Eckstedt und war der zweitälteste Sohn des Georg Vitzthum von Eckstedt auf Kannawurf.
Nach Ausbruch des Dreißigjährigen Krieges wurde er für das Lager der Kaiserlichen tätig. Als Obristleutnant befehligte er eine Truppe, die zunächst in der Mark Brandenburg sowie in der Ober- und Niederlausitz eingesetzt war. Zu Beginn des Jahres 1627 rückte die Viththumsche Truppe in die Grafschaft Stolberg ein. Deren Bewohner wurden zur Zahlung hoher Kontributionen aufgefordert und bei Nichtzahlung mit Truppeneinquartierung gedroht. Einige Adlige wie Bock von Wülfingen und der Rat zu Stolberg (Harz) wandten sich an Kurfürst Johann Georg I. von Sachsen und baten um Hilfe. Dieser entsandte im April 1627 militärische Unterstützung. Außerdem fielen in diese Zeit rege Aktivitäten der Harzschützen. Etwa 30 derartige Schützen fielen Anfang Juni in die Stadt Stolberg ein. Es gelang ihnen, Vitzthum von Eckstedt und seine kaiserliche Truppe aus der Stadt zu treiben bzw. die verbliebenen Söldner zu inhaftieren. Nachdem die Harzschützen die Burg Klettenberg Anfang Juli 1627 zerstört hatten, ließ Vitzthum von Eckstedt die Burg Hohnstein (Harz) und das unter der Burg befindliche Vorwerk am 10. Juli 1627 in Brand stecken. Es gelang ihm und seiner kaiserlichen Truppe, den Aufstand der Harzschützen erfolgreich niederzuschlagen.
1642 lebte er als dero römisch-kaiserlichen Majestät bestellter Oberst zu Roß in Wien und bezeichnete sich als Herr auf Kannawurf, Neu-Asseburg und Voigtstedt.